# مايو جا
مايو جا هي قصيدة شعرية مكتوبة باللغة المالطية القريبة جدا من اللهجة العربية المغاربية.و تعتبر ثاني أهم وأقدم نص أدبي مكتوب باللغة المالطية بعد الكانتيلينا.
كتبها الشاعر جوفاني فرانشيسكو بوناميكو للقديس كوطونير سنة 1672. تتحدث القصيدة عن مجمل التغيرات الطبيعية في الجزيرة الصغيرة بحلول فصل الربيع الذي هو أيضا شهر القديس كوطونير. وكما يبدو للباحثين ان هذا النص لا يتضمن اية كلمة دخيلة من اللغات اللاتيتية وكما هو الحال بالنسبة للغة المالطية المعاصرة.
| النص بالخط الأصلي | النص بالخط العربي |
| --- | --- |
| Mejju gie' bl'Uard, u Zahar Aadda l bart, e Sceta, u 'l Beracq T'ghattiet l'art be nuar u l'Uueracq heda e riech, seket el Bachar Tar e schab men nuece e'Sema Sa f'l'e Gebiel neptet el chdura Regeet t'ghanni col Aasfura U' f' el fercol cqalb t'ertema E qaila ferh kien fe di Gesira li ma Kiensce min i uuennesha li ma Kiensce min i charisha Kecu tepki el giuh phl lsira Enti el ferh, u 'l hena taana Cotoner daul ta aineina Tant li e Sema i challic chdeina Fl'achar bart i colna e schana | مايو جا بالورد والزهر عدى البرد الشتا والبرق إتغطت الأرض بالنوار والأوراق هدا الريح وسكت البحر طار السحاب من وش السما صفى الجبل نبتت الخضرة رجعت تغني كل عصفورة وفي الفرقول (كل) ؟ قلب ترتمى وقيلة فرح كان في دي جزيرة اللي مكانش من يونسها اللي مكانش من يحرسها كيشو تبكي الجوع في السيرة انتي الفرح والهنا تاعنا كوطونير دول تاع عينينا تانت اللي سما يخليك حدانا فالاخر برد يكلنا السخانة. |